# (8581) Johnen
(8581) Johnen – planetoida z pasa głównego asteroid okrążająca Słońce w ciągu 4 lat i 285 dni w średniej odległości 2,84 au. Została odkryta 28 grudnia 1996 roku. Przed nadaniem nazwy planetoida nosiła oznaczenie tymczasowe (8581) 1996 YO2.